# Distrikt Moya
Der Distrikt Moya liegt in der Provinz Huancavelica in der Region Huancavelica im Südwesten von Zentral-Peru. Der Distrikt besitzt eine Fläche von 94,5 km². Beim Zensus 2017 wurden 1031 Einwohner gezählt. Im Jahr 1993 lag die Einwohnerzahl bei 1852, im Jahr 2007 bei 2272. Sitz der Distriktverwaltung ist die 3896 m hoch gelegene Ortschaft Moya mit 385 Einwohnern (Stand 2017). Moya befindet sich 45 km nordnordwestlich der Provinz- und Regionshauptstadt Huancavelica.

## Geographische Lage
Der Distrikt Moya liegt im ariden Andenhochland im Norden der Provinz Huancavelica. Der Río Vilca fließt entlang der westlichen Distriktgrenze in Richtung Nordnordost und mündet im äußersten Norden des Distrikts in den Río Mantaro.
Der Distrikt Moya grenzt im Südwesten an den Distrikt Manta, im Westen an die Distrikte Vilca und Huayllahuara, im äußersten Nordwesten an den Distrikt Colca (Provinz Huancayo), im Nordosten an den Distrikt Pilchaca, im Osten an die Distrikte Cuenca und Conayca sowie im Südosten an den Distrikt Laria.